# Ichwan as-safa
Ichwan as-safa "Renlighetens bröder", kallades ett religiöst-politiskt förbund, som grundades av Iranier och blomstrade i slutet av 900-talet med Basra som medelpunkt.
Dess lära var av eklektisk natur med huvudsakligen ismailitiska och gnostiska element och innehåller 52 avhandlingar, rasā'il.